# Хермсдорф (Тюрингия)
Хермсдорф (нем. Hermsdorf) — город в Германии, в земле Тюрингия.
Входит в состав района Заале-Хольцланд. Подчиняется управлению Хермсдорф. Население составляет 8384 человека (на 31 декабря 2010 года). Занимает площадь 7,51 км². Официальный код — 16 0 74 041.